# Cratere Steyr
Steyr è un cratere sulla superficie di Marte.